# CPM 22 Acústico
CPM 22 Acústico é o segundo álbum ao vivo da banda brasileira CPM 22, lançado em 2013 em CD e DVD. O álbum marca a volta do grupo à gravadora Universal Music e foi gravado no estúdio Way Of Light, na cidade de Cotia, no estado de São Paulo, no dia 18 de junho de 2013.
A canção "Perdas" foi lançado como primeiro single do álbum em 19 de setembro de 2013 nas rádios.
O álbum conta com a participação de Dinho Ouro Preto, vocalista da banda Capital Inicial, na música "Um Minuto Para o Fim do Mundo". Rodolfo Abrantes, ex-vocalista dos Raimundos, também recebeu convite para participar do álbum. Segundo Badauí: “Eu chamei o Rodolfo e ele não quis. Falou que não se sentiria bem pelo fato de ter seguido outro caminho”.

## Faixas
| N.º | Título                                                   | Compositor(es)                                         | Duração |  |
| 1.  | "Não Sei Viver Sem Ter Você"                             | Koala                                                  | 3:52    |  |
| 2.  | "Desconfio"                                              | Luciano                                                | 2:55    |  |
| 3.  | "O Chão Que Ela Pisa"                                    | Paulo Anhaia, Badauí, Luciano, Wally, Japinha, Portoga | 2:55    |  |
| 4.  | "Tony Galano"                                            | Badauí, Galano                                         | 3:12    |  |
| 5.  | "Vida ou Morte"                                          | Luciano                                                | 2:56    |  |
| 6.  | "Vai Mudar?"                                             | Wally, Badauí                                          | 2:31    |  |
| 7.  | "Irreversível"                                           | Koala, Japinha                                         | 4:13    |  |
| 8.  | "Por Nós 3"                                              | Luciano                                                | 2:49    |  |
| 9.  | "Tarde de Outubro"                                       | Badauí, Luciano, Wally, Japinha, Portoga               | 2:32    |  |
| 10. | "Sofridos e Excluídos"                                   | Luciano                                                | 2:45    |  |
| 11. | "Dias Atrás"                                             | Galano                                                 | 4:33    |  |
| 12. | "Perdas"                                                 | Galano, Badauí                                         | 3:21    |  |
| 13. | "Sonhos e Planos"                                        | Luciano                                                | 2:57    |  |
| 14. | "Nossa Música"                                           | Wally                                                  | 3:15    |  |
| 15. | "O Mundo Dá Voltas"                                      | Badauí, Luciano                                        | 3:10    |  |
| 16. | "A Alguns Quilômetros de Lugar Nenhum"                   | Badauí, Wally                                          | 3:45    |  |
| 17. | "Pra Sempre..."                                          | Luciano                                                | 3:54    |  |
| 18. | "Um Minuto para o Fim do Mundo" (feat. Dinho Ouro Preto) | Koala, Wally                                           | 3:23    |  |
| 19. | "CPM 22"                                                 | Badauí, Luciano                                        | 3:27    |  |
| 20. | "A Cura"                                                 | Wally                                                  | 3:07    |  |
| 21. | "1.000 Motivos"                                          | Badauí, Koala                                          | 3:22    |  |
| 22. | "Regina Let’s Go!"                                       | Badauí, Portoga                                        | 2:56    |  |

## Formação
- Badauí: vocal
- Luciano Garcia: violão e vocal de apoio
- Japinha: bateria e vocal de apoio
- Heitor Gomes: baixolão e contrabaixo

### Músicos convidados
- Daniel Ganjaman: piano
- Phil Fargnoli: violão e vocal de apoio
- Fernando Bastos: saxofone
- Tiquinho: trombone
- Paulo Viveiro: trompete